# فوکوزانتین
فوکوزانتین (به انگلیسی: Fucoxanthin) یک ترکیب شیمیایی با شناسه پاب‌کم ۵۲۸۱۲۳۹ است.